# Sybra schultzeana
Sybra schultzeana es una especie de escarabajo del género Sybra, familia Cerambycidae. Fue descrita científicamente por Breuning en 1963.
Habita en Filipinas. Esta especie mide 12 mm.